# ترشيحات الألعاب الأولمبية الصيفية 2012

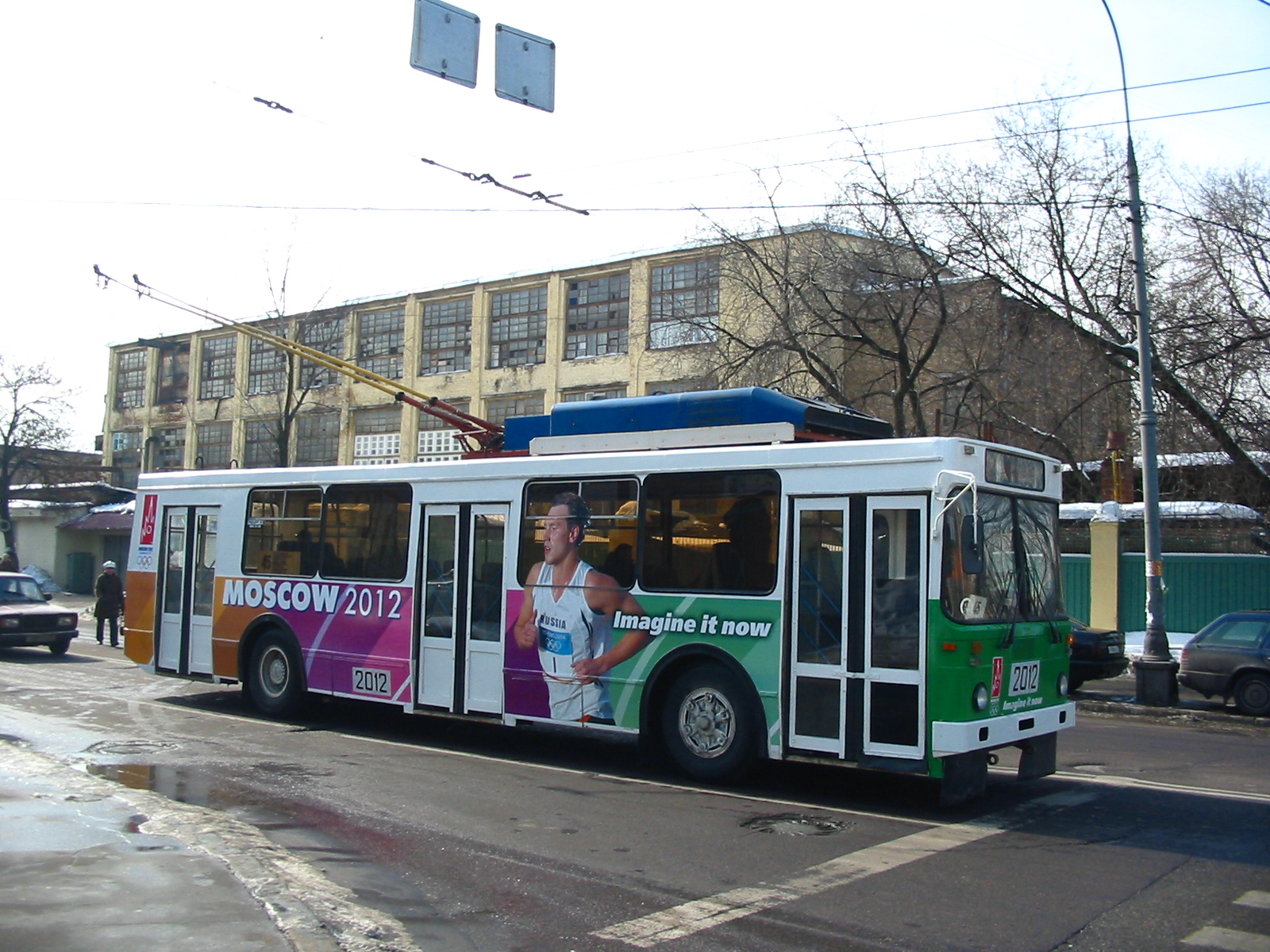
حافلة ترولي موسكو MTRZ-6223 2012 شارع بولشايا سيمينوفسكايا

قدمت تسع دول ترشيحاتها لاستضافة الأولمبيات الصيفية 2012 والتي تم قبولها لدى الجنة الأولمبية الدولية, حيث اختارت اللجنة خمسة مدن من بينها, وهي لندن, و مدريد, و موسكو, ونيويورك, و باريس والتي تم اختيار لندن من بينها. و بهذا تكون أول مدينة تستضيف الألعاب الأولمبية لثالث مرة.